# Christine Paulin-Mohring
Pour les articles homonymes, voir Paulin et Mohring.
Christine Paulin-Mohring, née le 31 mai 1962, est mathématicienne et informaticienne française. Elle développe l'assistant de preuve Rocq.

## Biographie
Christine Paulin-Mohring obtient son doctorat en 1989 sous la direction de Gérard Huet.
Sa thèse portait sur l'extraction de programmes dans le calcul des constructions.
Après avoir été chargée de recherche au CNRS au laboratoire de l'informatique du parallélisme (LIP) de l'École normale supérieure de Lyon, elle est professeure à l'université Paris-Sud 11 depuis 1997. Son mémoire d'habilitation à diriger les recherches portait sur les définitions inductives en théorie des types.
Entre 2012 et 2015, elle est coordinatrice scientifique du Labex DigiCosme. Elle est actuellement membre du comité de rédaction du Journal of Formalized Reasoning.
Elle travaille avec Gérard Huet et Thierry Coquand sur un démonstrateur interactif de théorèmes à l’Inria. Il s'agit du logiciel Rocq, un assistant de preuve. Thierry Coquand et Gérard Huet conçoivent la logique du logiciel et le calcul des constructions. Christine Paulin-Mohring implémente une nouvelle construction : les types inductifs et un mécanisme d’extraction qui permet d’obtenir automatiquement un programme zéro défaut à partir d’une preuve. Cela permet de vérifier des calculs majeurs en mathématiques. Par exemple, Georges Gonthier et son équipe ont validé le théorème des quatre couleurs, qui dit que toute carte peut être coloriée avec quatre couleurs uniquement, en assurant que deux régions contiguës reçoivent toujours deux couleurs distinctes. L'apport de Christine Paulin-Mohring est qu'une preuve vérifiée par le logiciel Rocq peut être convertie en un programme zéro défaut, c'est-à-dire sans bug, conforme aux spécifications. L’impact du logiciel Rocq sur la communauté scientifique est très important.

## Prix et distinctions
- prix Michel-Monpetit, Académie française des sciences, 2015[9].
- prix ACM SIGPLAN Programming Languages Software, pour le projet Rocq, Association for Computing Machinery, 2013.
- prix ACM Software System, pour le projet Rocq, Association for Computing Machinery, 2013[10].